# Hanny Korevaar
Hanny Korenvaar  (Amsterdam, 27 september 1893 – Amsterdam, 9 maart 1983) was een Nederlandse kunstschilderes en tekenares. Ze behoort tot de Hollandse expressionisten van het eerste uur.

## Biografie
Over haar jeugd en familie is vrijwel niks bekend. In 1914 begon ze met het volgen van lessen aan de Rijksnormaalschool voor Teekenonderwijs, terwijl dit toentertijd verre van gangbaar was voor vrouwen. Haar eerste werken schilderde ze in een heel eigenzinnige en onconventionele stijl, met heftige drukke kleuren. Deze stijl- en onderwerpkeuze sloot ook niet aan bij de doorgaans geaccepteerde kunst aan het begin van de 20e eeuw. Ze haalde inspiratie uit de ideeën en gebeurtenissen uit haar eigen leven en de wereld om haar heen. Korevaar had een fascinatie voor de onderlagen van de samenleving, als reactie op de pure en nette Nederlandse samenleving waarin zijzelf woonde. Ze schilderde de rafelranden van de stad, het nachtleven en de zelfkant van de samenleving; hoeren, kroeglopers en zwevers. Op de tekenacademie leerde ze Armand Bouten (Venlo, 30 mei 1893 –  Amsterdam, 11 november 1965) kende, waarmee ze in 1922 trouwde. Hun verbondenheid was verankerd in een gedeelde liefde voor (moderne) kunst. Samen reisden ze de hele wereld rond, uit gedeelde nieuwsgierigheid naar andere werelden. Naast Amsterdam heeft het koppel gewoond en gewerkt in Den Haag, Boedapest, Berlijn, Parijs en verschillende Italiaanse steden. Ze werkten in hetzelfde atelier, gebruikten hetzelfde palet en hadden dezelfde eigenzinnige koers. De gekozen thematiek en schilderstijl kwamen sterk overeen en op de schilderijen ontbreekt meer dan eens de signatuur of datering. Om die redenen zijn de werken van Korevaar en Bouten soms lastig uit elkaar te houden. Samen bestormden ze de kunstwereld en waren ze zowel metgezellen in de liefde als in het leven. Na de jaren 1920 ontstonden er problemen. Het huwelijk van Korevaar en Bouten bleef kinderloos. Haar latere werk reflecteerde het verdriet dat ze hierdoor voelde, waarin met name nachtmerriebeelden te zien zijn van geestachtige gezichten en katten die worden begraven in doodskisten. Dit lijkt een verwijzing te zijn naar enkele miskramen van Korevaar. Haar laatste werk, een drieluik, schilderde ze in de jaren dertig. Na het overlijden van haar man leefde ze nog enkele jaren in armoede als weduwe, in een klein huis in Amsterdam. Op 9 maart 1983 is Korevaar in Amsterdam overleden.

## Werk
Korevaar schilderde in de stijl van het expressionisme, maar in steeds terugkerende motieven zijn ook invloeden zichtbaar van Surrealisme, Kubisme en Chagall. Ook zijn er enkele uitheemse elementen zichtbaar in haar werken, met name in haar werken waar zigeuners en kroegtaferelen in voorkomen. Ze schilderde met name figuurvoorstellingen en naaktfiguren. Haar werk is een langere tijd alleen bekend geweest in een kleine kring van verzamelaars, omdat ze samen met Bouten met name in het buitenland werkte en in hun vroege jaren samen niet deelnam aan tentoonstellingen. Haar oeuvre kan gezien worden als een dagboek, met een vroege piek en een weemoedige afloop. Vrouw in de stad is het eerste werk van Korevaar, in een eigenzinnige stijl. Dit werk reflecteert haar kijk op de wereld, haar omgang met haar  seksualiteit en de positie van de vrouw in de samenleving. De vrouw in het schilderij is naakt, niet kwetsbaar, maar juist open en onbeschaamd. De vrouw lijkt een weerspiegeling van haar eigen karakter te zijn: krachtig en vrijgevochten. Daarnaast wijzen symbolen op vruchtbaarheid, namelijk de kat, de bloemen en het bollige buikje. Dit laatste zou tevens een verwijzing kunnen zijn naar een zwangerschap. Haar vroegere werken reflecteren haar fascinatie en interesse voor het imperfecte van de samenleving. In deze schilderijen is een verlangen naar een sociaal leven, een gezin en kinderen zichtbaar, in scherpe tegenstelling met het leven dat Korevaar op dat moment leidde. Een andere tegenstelling die terugkomt in haar werk is de drang naar vrijheid, reizen en veel van de wereld willen zien, maar in werkelijkheid net op de rand van een leven in armoede. Ze schildert een omgeving van verlangen naar een beter leven. In haar stillevens is de wens naar dat wellicht onbereikbare ook aanwezig: klassiek, maar robuust en ruw geschilderd. In portretten zijn de gezichten van de mensen afschrikwekkend. De blikken kijken met verdriet, leed, somberte of kalmte de wereld in. Ook het kleurgebruik heeft een onderliggende betekenis. Het lijkt wanordelijk, misvormd en mismaakt, maar is in werkelijkheid een uiting van de gekwetste ziel van een persoon. De persoon is zich bewust van, maar ook ontdaan door het burgermansleven. De kleuren, gezichten en vormen zijn met dikke omlijningen aangezet. De gezichten lijken door het kleurgebruik, de omlijning, hun grote ogen en grijzende mond meer op grimassen of maskers dan echte uitdrukkingen van een man, vrouw of kind. Het is niet zeker of de werken een autobiografisch element bevatten of dat het zelfportretten zijn. Het zou zeker kunnen, gezien de thematiek van haar eigen leven. Ze kijken berouwvol of nederig het leven in en laten de wereld zoals die voor hen is lijdzaam over zich heenkomen. De schilderijen spelen zich af in herkenbare decors van het dagelijks leven, zoals een café of een huiskamer.
De schilderijen zijn karikaturaal, met een cynische blik op een wereld van geluk, samenzijn en liefde. Ook lijken ze kritisch jegens een theatraal groepsgevoel, valse vriendschappen en gekochte liefde. De enige samenhang die ertoe doet, en waar ze zelf ook naar verlangt, is de samenhang van een gelukkig gezinsleven. Haar beeldtaal lijkt op de rand te staan van abstractie. Toch blijft steeds een deel van de werkelijkheid aanwezig. In de korte periode waarin Korevaar zich heeft neergezet als kunstenares heeft ze een geheel eigen vorm van expressionisme ontwikkeld en zich een unieke, onstuimige stijl toegeëigend.

## Tentoonstellingen en ontvangst

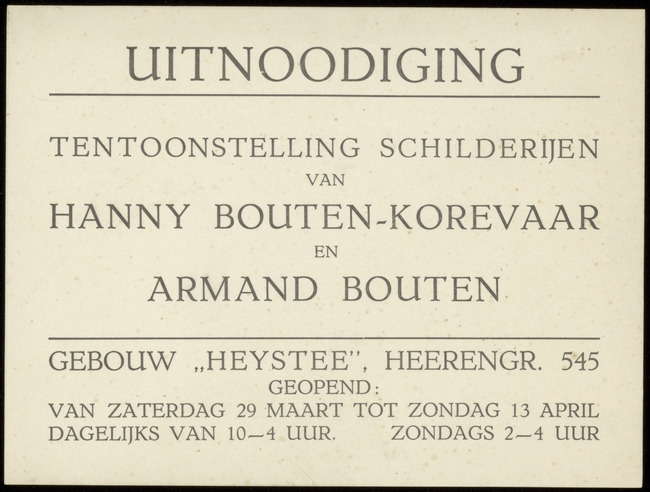
Uitnodiging Hanny Korevaar

De werken van Korevaar worden vrijwel nooit op zichzelf besproken, maar altijd in relatie tot de werken van Bouten of andere expressionisten. De werken van Korevaar en Bouten werden, wegens hun onderscheiden expressionisme, voor het eerst geëxposeerd in Gebouw Heystee, een gerenommeerde kunsthandel aan de Herengracht in Amsterdam. Cornelis Veth (1880-1962) heeft over de tentoonstelling een recensie geschreven in het Nieuws van den Dag. De werken van Korevaar en Bouten werden niet apart besproken; de recensent gooide alle getoonde werken op een hoop. Hij noemde het ‘griezelige voorstellingen’ en stelde ‘dat er zeer weinig vakkundigheid vereischt was om ze te maken’. Een paar maanden na de negatieve recensie vertrok het koppel voor langere tijd uit Nederland. Na hun terugkeer in Amsterdam werden de werken die ze in het buitenland hadden geschilderd tentoongesteld, wederom in Gebouw Heystee. In de catalogus is te zien dat zowel oude als nieuwe kunstwerken van Korevaar te zien waren, waaronder Vrouw in stad, Man met bloem, Cafétje Z.O Europa, Vrouwen Z.O Europa en Zigeuners Z.O Europa. Deze expositie werd in de pers wisselend ontvangen. Er verschenen over de tentoonstelling maar liefst drie recensies, waarvan er de positiefste werd overgenomen door de Nieuwe Venlosche Courant. Bouten werd in Venlo blijkbaar als een ‘verloren zoon’ beschouwd en zijn werken kregen hier veel belangstelling. De werken van Korevaar kregen, als zijn vrouw, nu dezelfde belangstelling in Venlo. 
De recensie van Just Havelaar (1880-1930) in Het Vaderland was vernietigend. Hij stelde dat haar zedeloze ondergang slechts een kwestie van tijd was. Een positievere recensie was die van Nardus Henri Wolf (1872-1942) in De Kunst. Hij noemde het echtpaar ‘nauw-verwante karakters’ en sprak over hen in harmonieuze termen. Hij roemde met name hun expressionisme en authenticiteit. In de afgelopen decennia waren het met name de werken van Bouten die een opvallende herwaardering beleefden, terwijl het werk van Korevaar onderbelicht bleef. Van 19 december 2020 tot 11 april 2021 werd echter de eerste solo-expositie georganiseerd van Hanny Korevaar, in Museum Belvedère, ter gelegenheid van het verschijnen van een boek over haar leven en werk, ingeleid door Susan van den Berg.